# Matsia (dios)
En la mitología hinduista, Matsia (‘pez’ en sánscrito) fue el primer avatar del dios Visnú de acuerdo al Garuda puraṇá y, el décimo según el Bhāgavata puraṇá.
- मत्स्य en letra devánagari
- ‘pez’ en sánscrito.[1]

## Historia de la leyenda

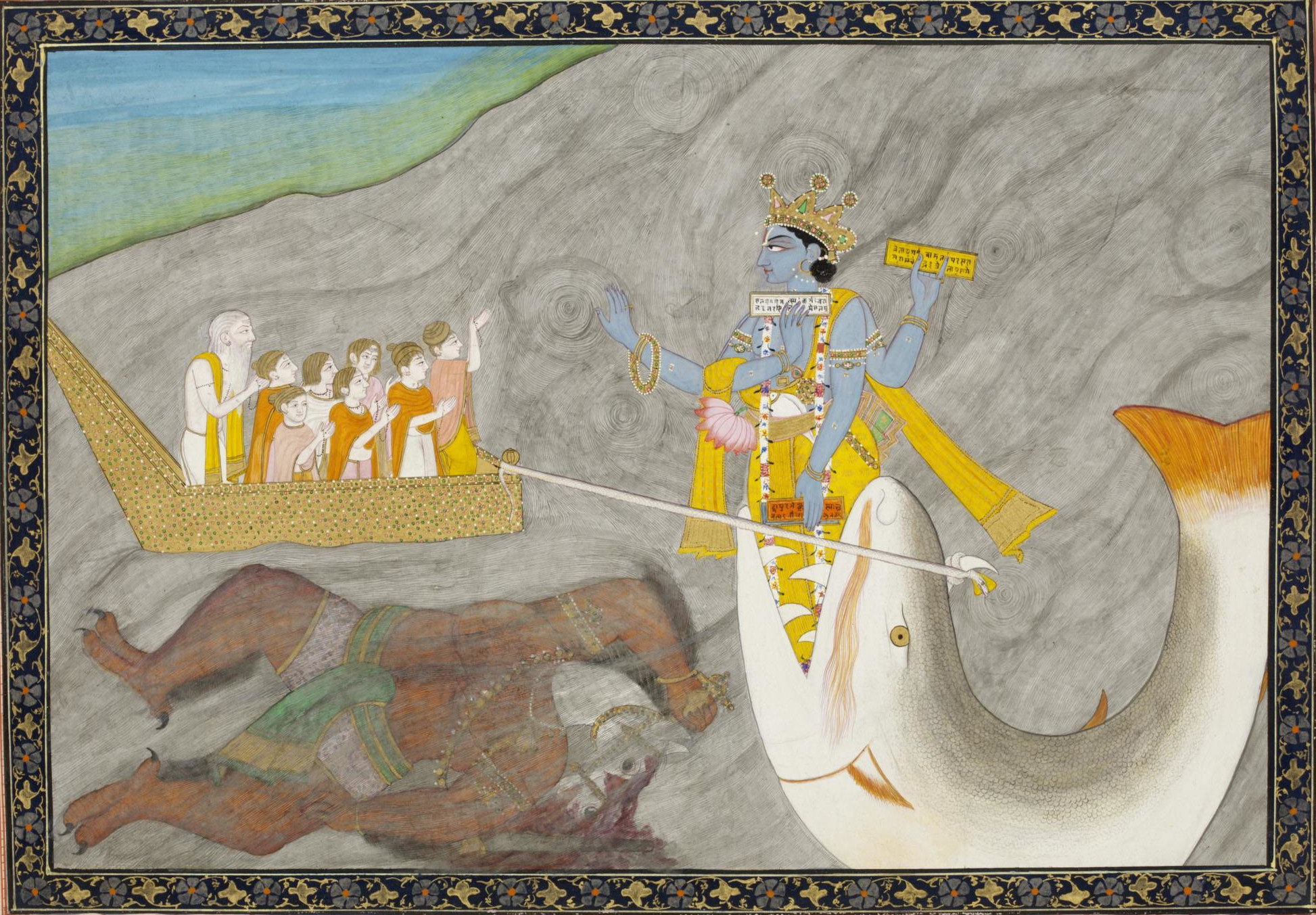
Matsya Avatar (ca 1870), pintura de Uttar Pradesh (India), actualmente en el museo V&A) de Londres.

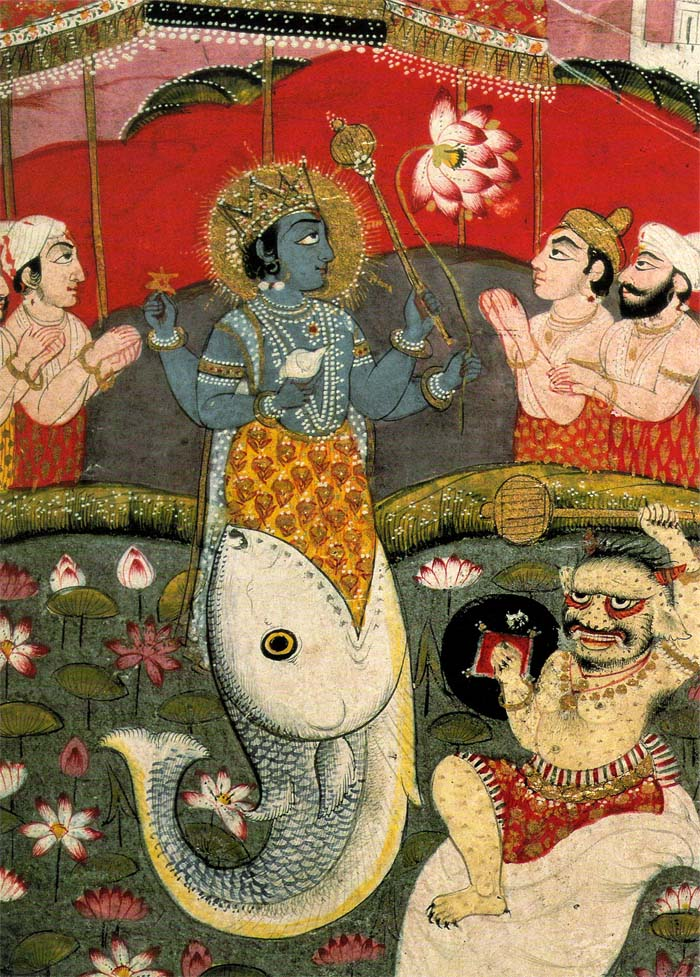
Matsyavatar, fotografía escaneada del libro Indian Myths & Legends (mitos y leyendas indios), ISBN 1-84186-105-7.

En el Satapatha-bráhmana (Shatapatha-bráhmana) se cuenta brevemente por primera vez la leyenda del diluvio.
En el Majabhárata (texto epicorreligioso del siglo III a. C.) tiene una sección llamada «Matsio-upakhiana» (‘episodio del pez’), que cuenta la leyenda del diluvio, narrada de manera un poco difusa.
En el Bhagavata-purana (siglo XI d. C.), ya el pez se había convertido en un avatar de Visnú. Manu ya no aparece como el progenitor de la humanidad, sino como un creador que produce todos los mundos y los seres mediante su poder ascético.

### Leyenda en elBhágavata-purana(sigloXI)
Según el Bhágavata-purana (8.24.13), Matsya se le apareció al rey Manu (cuyo nombre original era Satiavrata, entonces rey de Dravida, cuando él se estaba lavando las manos en un río. El pececito le pidió que lo salvara, por lo que el rey lo puso dentro de su lota (recipiente de cobre), el pez creció, y el rey tuvo que ponerlo en un charco. Volvió a crecer y el rey lo puso en un lago. Volvió a crecer y el rey lo puso en el océano. Matsia le dijo al rey que vendría un diluvio. El rey construyó una gran nave, donde alojó a su familia y el semen de todos los animales para repoblar la Tierra. Enganchó la nave al cuerno del pez Matsia, que los arrastró a través del diluvio.
Esta historia es muy similar a otras historias del diluvio universal en la mitología sumeria (anterior a la hinduista), que precedieron ambas a la historia bíblica del arca de Noé.

### Otra leyenda en elBhágavata-purana(sigloXI)
Hace mucho tiempo, cuando la vida apareció en la Tierra, un terrible demonio aterrorizó la Tierra. Impedía que los sabios realizaran sus rituales y robó los sagrados Vedas. Se refugió en el interior de una caracola en las profundidades del océano. Brahmā, creador del mundo, se acercó a Visnú pidiéndole ayuda. Este inmediatamente adoptó la forma de un pez y se sumergió en el océano. Mató al demonio, le abrió el estómago y extrajo los Vedas, que dentro de la panza cuádruple del demonio se habían convertido en cuatro: Rig, Sama, Iáyur y Átharva.
Bhágavata-purana

## Iconografía
Matsia se representa como un pez con un cuerno en la frente (de donde enganchó con una soga al arca de Manu), o como Visnú (varón azul de cuatro brazos) con cola de pez. A veces parece más bien que un gran pez estuviera comiendo los miembros inferiores de Visnú.